# 2552 Remek
2552 Remek (1978 SP) là một tiểu hành tinh vành đai chính được phát hiện ngày 24 tháng 9 năm 1978 bởi Antonín Mrkos ở Đài thiên văn Kleť và đặt tên theo Czechoslovak cosmonaut Vladimír Remek.